# Cal Tet (Girona)
Cal Tet és una obra de Girona inclosa a l'Inventari del Patrimoni Arquitectònic de Catalunya.

## Descripció
És un edifici de planta rectangular, de planta baixa i un pis, cobert a dues aigües amb el carener perpendicular a façana principal. Obertures diverses, portes de llinda planera a planta baixa i balcons, coincidents amb les portes a la primera planta. Els balcons són de llosana de pedra treballada i les obertures de modillons amb llinda triangular. Cal destacar-ne la del costat dret, on, coincidint amb l'arrencada dels modillons, apareixen uns elements sortints a manera de testos, de pedra. Al costat esquerre hi ha un contrafort.